# Thelonne
Thelonne ist eine französische Gemeinde mit 404 Einwohnern (Stand 1. Januar 2022) im Département Ardennes in der Region Grand Est (vor 2016 Champagne-Ardenne). Die Gemeinde gehört zum Arrondissement Sedan und zum Kanton Sedan-1. 

## Geografie
Thelonne liegt etwa sechs Kilometer südlich des Stadtzentrums von Sedan. Umgeben wird Thelonne von den Nachbargemeinden Noyers-Pont-Maugis im Westen und Norden, Remilly-Aillicourt im Osten, Angecourt im Südosten, Haraucourt im Süden sowie Bulson im Südwesten.

## Bevölkerungsentwicklung
| 1962                       | 1968 | 1975 | 1982 | 1990 | 1999 | 2006 | 2019 |
| -------------------------- | ---- | ---- | ---- | ---- | ---- | ---- | ---- |
| 305                        | 285  | 259  | 273  | 280  | 260  | 342  | 419  |
| Quellen: Cassini und INSEE |      |      |      |      |      |      |      |

## Sehenswürdigkeiten
- Kirche Saint-Sixte aus dem 19. Jahrhundert

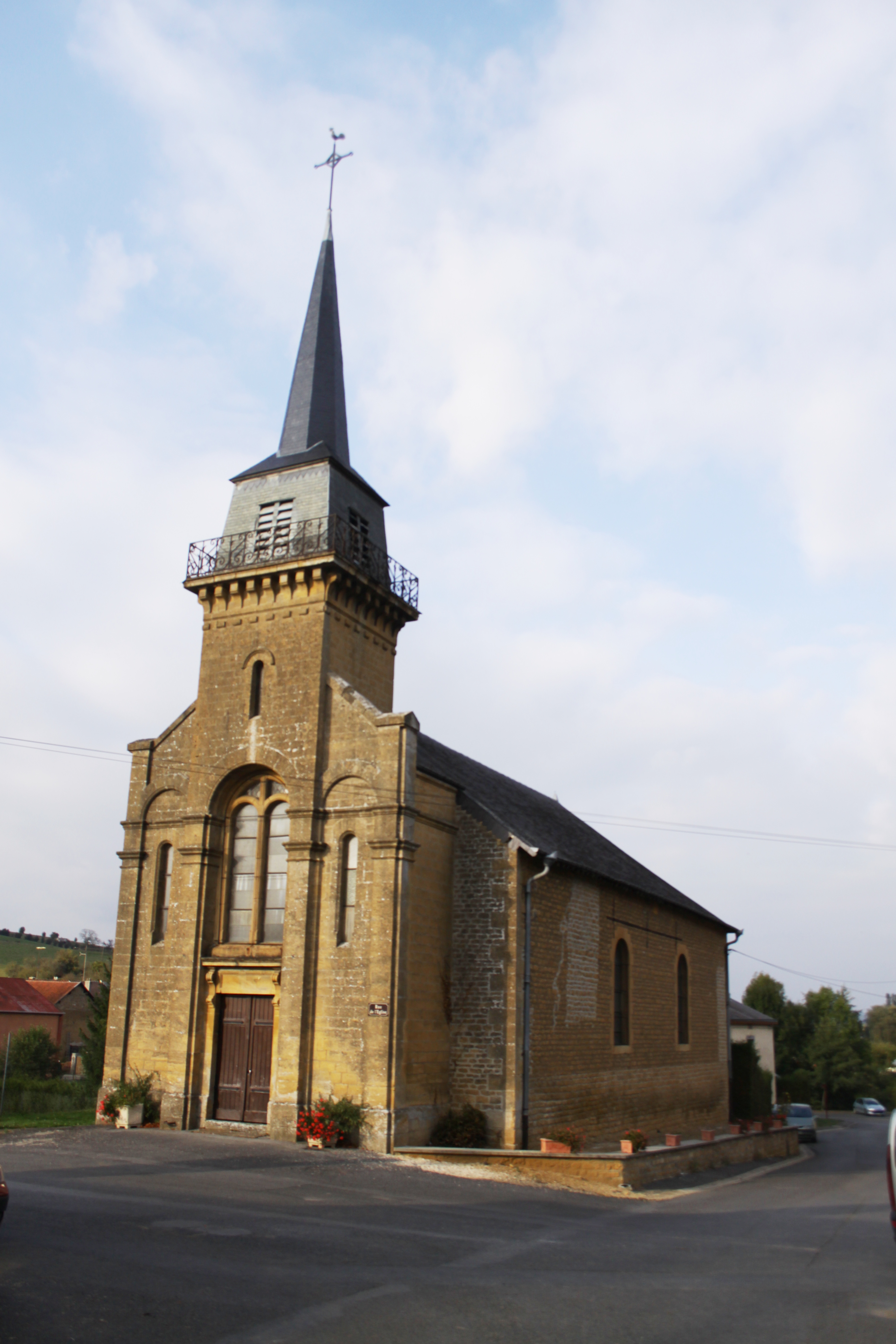
Kirche Saint-Sixte